# Sargstedt
Sargstedt è una frazione di 734 abitanti del comune tedesco di Halberstadt, nel circondario dello Harz, in Sassonia-Anhalt. Già comune autonomo, il 1º gennaio 2010 è stato aggregato a Halberstadt assieme agli altri comuni soppressi di Athenstedt, Aspenstedt, Langenstein, Schachdorf Ströbeck.